# Adnan G. Köse

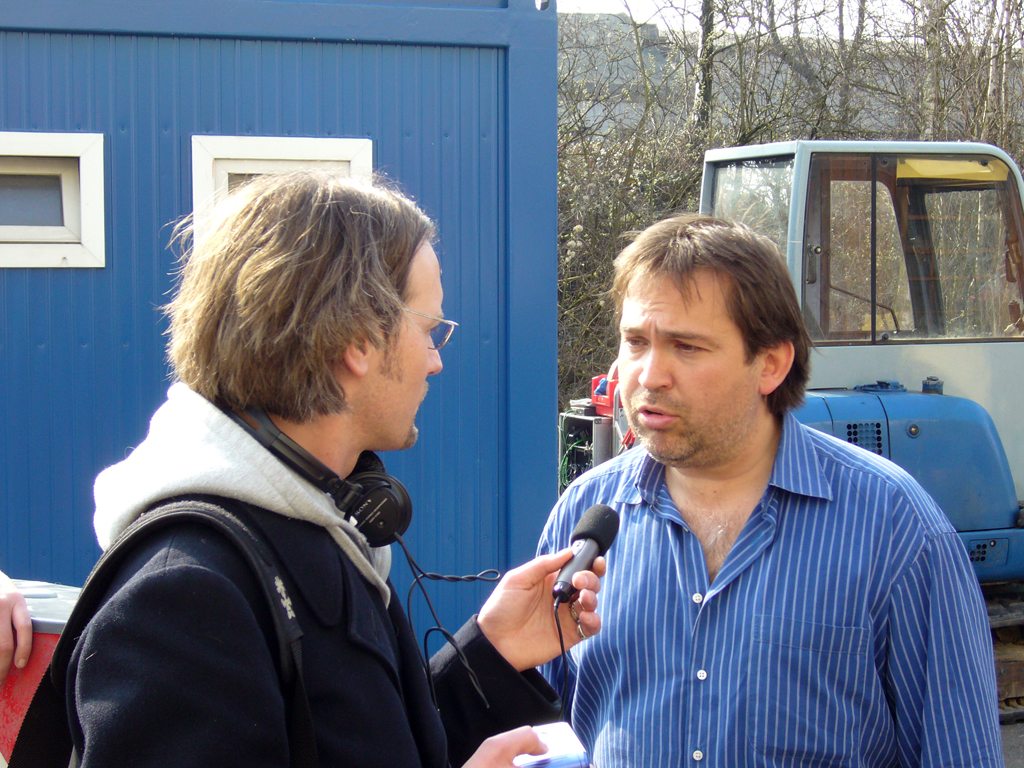
Adnan G. Köse (rechts)

Adnan Günter Köse (* 19. Oktober 1966 in Dinslaken) ist ein deutsch-türkischer Regisseur, Drehbuchautor, Schauspieler, Synchronsprecher, Hörbuchsprecher, Theaterautor, Filmproduzent und Theaterintendant.

## Leben und Werk

### Anfänge
Adnan G. Köse ist im Dezember 2021 mit dem Heimatpreis NRW / Stadt Dinslaken ausgezeichnet worden, nachdem die Stadt durch sein künstlerisches Engagement mit seinem Hybridschauspiel „Roter März“ im Frühjahr 2021 zur „Virtuelle Kulturhauptstadt“ ernannt wurde. Er stammt aus einer deutsch-türkischen Bergarbeiterfamilie und wuchs im Arbeiterviertel Dinslaken-Lohberg auf. 1989 begann er ein Schauspielstudium an der Schauspielschule Theater der Keller und erwarb 1992 sein Diplom als Schauspieler. Adnan G. Köse ist Mitglied der Deutschen Filmakademie, der European Film Academy, des BVR (Bundesverband Regie), dem VDD (Verband Deutscher Drehbuchautoren) und des BFF.
Sein Studium der Germanistik, Amerikanistik und Geschichte an der Gerhard-Mercator-Universität in Duisburg brach er der Schauspielerei zuliebe ab. Zwischen 1992 und 1998 spielte er überwiegend Hauptrollen am Theater, darunter am Rheinischen Landestheater Neuss, Grenzlandtheater Aachen, Theater Oberhausen, Landestheater Burghofbühne Dinslaken, Schlosstheater Celle und an anderen deutschen Bühnen. Im Charakterfach spielte er vor allem Rollen in klassischen Dramen von Shakespeare, Schiller, Sophokles und Büchner. 1994 erhielt er eine erste Nebenrolle in der Fernsehserie Schwarz greift ein, blieb dem Theater aber weiter treu, sodass er nur gelegentlich vor der Kamera auftrat, u. a. als Episodendarsteller in Krimi- und Familienserien wie z. B. SK-Babies, Die Weltings vom Hauptbahnhof und Is was Trainer?.
1999 wurde die WDR-/ARTE-Produktion Mein großer Freund nach einem Drehbuch Köses ausgestrahlt. Köse schrieb weiter Auftragsproduktionen für Serien wie Die Motorrad-Cops – Hart am Limit, Der Puma und Bis in die Spitzen und entwickelte zahlreiche Projekte für TV-Produktionen in Zusammenarbeit mit diversen Produktionsfirmen.

### Filmproduktionen & Literatur
2003 schrieb er das Drehbuch Zur Hölle mit dir, einen ca. 30-minütigen Mystery-Thriller. Der Film wurde vom Kuratorium junger deutscher Film und dem FilmFernsehFonds Bayern gefördert, die Produktion im Auftrag von 13th Street übernahm die Münchener Fieber Film. Der Kurzspielfilm feierte seine Premiere auf dem Fantasy Filmfest in München und tourte anschließend weltweit auf Filmfestivals, darunter im schwedischen Lund und auf dem Los Angeles Short Film Festival.
Bei Lauf um Dein Leben – Vom Junkie zum Ironman (2008), einer Verfilmung des Lebens von Triatleth Andreas Niedrig war Köse für Drehbuch und Regie verantwortlich für die. Der Film lief international auf zahlreichen Filmfestivals. Die Hauptrollen in diesem Film spielen Uwe Ochsenknecht, Max Riemelt und Axel Stein.
Danach inszenierte Köse den Kinderfilm Homies! Greif nach den Sternen u. a. mit Detlef D! Soost, Jimi Blue Ochsenknecht, Ann-Kathrin Kramer, Ali Murtaza und Günther Kaufmann. Das Drehbuch schrieb er gemeinsam mit Andrea Kriegl.
Im Jahr 2012 kam Kleine Morde mit Udo Schenk ins Kino, ein Mystery-Thriller, für den er erneut auch das Drehbuch schrieb. Kleine Morde gewann den Drehbuchpreis des Kultusministeriums NRW als Bestes Drehbuch und gewann weitere Filmpreise auf dem Silver-Horse Festival in Lyon für das beste Drehbuch, den besten Film und die beste Regie. Der Film wurde von Eyyüphan und Neslihan Duy von der Oberhausener SteelWorX Film Production produziert und von Studiocanal in die deutschen Kinos gebracht.
2014 gründete er am Niederrhein die New Dakota International Film & Theater Production. Gleich sein erster eigenproduzierter Dokumentarfilm „Letzte Zuflucht“, bei dem er auch Regie führte, nahm am Wettbewerb der Internationalen Filmtage Hof teil. Es handelte sich um den ersten Kinodokumentarfilm über Flüchtlinge in NRW kurz vor der großen Flüchtlingswelle im Sommer 2015. Auch seinem zweiten eigenproduzierten Dokumentarfilm als Filmproduzent in Kooperation mit Thorsten Ippendorf von der Ippi-Film gelang der Sprung ins Kino: „Ennatz – Eine Zebralegende“ verzeichnete bei seiner Deutschlandpremiere im Oktober 2018 über 1000 Zuschauer im Duisburger Theater am Marientor. Auch bei „Ennatz“, in dem neben Europameister und MSV Legende Bernard Dietz sowie Comedian Markus Krebs mitwirken, zeichnete er neben der Koproduktion auch wieder für Drehbuch und Regie verantwortlich. Es folgten der Kurzspielfilm „Der Degustator“  als Autor, Produzent und Hauptdarsteller sowie der Kinodokumentarfilm „Die Siedlung“, eine Hommage an seine Bergarbeiterheimat Lohberg. „Die Siedlung“ kam am 25. November 2018 ins Kino, im Frühjahr 2022 erscheint der Dokumentarfilm auch auf DVD. Derzeit plant Adnan G. Köse die Weiterentwicklung seiner auf Dokumentarfilme, Kurzfilme und Theater-Events spezialisierten Produktionsfirma New Dakota Independent in Zusammenarbeit mit Produktionsfirmen im In- und Ausland. Dazu zählt u. a. die Serienadaption seines Kinofilms „Lauf um dein Leben“ sowie mit Uwe Ochsenknecht in der Titelrolle die Produktion des ersten deutschen Händel-Spielfilmes, dessen Drehbuch im Rahmen von Neustart Kultur ebenfalls gefördert worden ist. Sein von der FFA gefördertes Drehbuch „Wie der Soldat das Grammofon repariert“ nach dem Weltbestseller von Sasa Stanisic ist derzeit in Finanzierung, die Realisierung des Kinodramas u. a. mit Miroslav Nemec, Anica Dobra und Anis Jusovic in den Hauptrollen ist für 2023 geplant. Derzeit entwickelt Adnan G. Köse seinen ersten Roman „Arbeitsmigranten“ weiter, das literarische Projekt wurde mit dem NRW Künstler-Stipendium gefördert und soll 2023 erscheinen. Parallel dazu arbeitet er bereits an seinem zweiten Roman „Wolfgangs Reise“ (Arbeitstitel).

### Theater
Die Arbeit seines Vaters in der Zeche Lohberg prägte ihn nachhaltig, so dass er das Thema Migration und Bergarbeit als Theaterstück verarbeitete. Unter Tage erschien 2003 im Rowohlt Theater-Verlag und wurde vom Landestheater Burghofbühne Dinslaken unter der Regie von Norman Warmuth uraufgeführt. Sieben Jahre später produzierte Adnan G. Köse sein Stück noch einmal, diesmal unter eigener Regie im Rahmen von RUHR.2010 – Kulturhauptstadt Europas in der ehemaligen Kaue der Zeche Lohberg.
Anschließend produzierte Köse das Theaterstück Da kommt noch wer von Jon Fosse, bei dem der Theater- und Kinoschauspieler Richard Samel die Hauptrolle übernahm. Zwischen 2013 und 2015 verlagerte Köse seinen künstlerischen Schwerpunkt auf das Schreiben, Inszenieren und Produzieren von Bühnenstücken, darunter Christopher Durangs New Yorker Komödie Trotz aller Therapie und den Klassiker Othello zum 400. Todestag von William Shakespeare mit dem Sänger und Schauspieler Dave Kaufmann in der Titelrolle und sich selbst in der Rolle des Jago. Im Oktober 2015 debütierte er als Librettist für sein eigenes Stück Sehnsucht nach Isfahan, das in Zusammenarbeit mit dem Orchester der Bremer Kammerphilharmonie als Oper mit Musik von Georg Friedrich Händel uraufgeführt wurde.
2014 schrieb, inszenierte und produzierte er mit seiner Produktionsfirma New Dakota Independent und in Zusammenarbeit mit der UNO-Flüchtlingshilfe die Flüchtlingsdokumentation Letzte Zuflucht. Die Festival-Weltpremiere fand im Oktober 2015 im Wettbewerb der Dokumentarfilme auf den Internationalen Hofer Filmtagen statt.
Am 8. Oktober 2015 erlebte sein Libretto „Sehnsucht nach Isfahahan“ in Bremen die große deutsche Opernpremiere in Zusammenarbeit mit der Deutschen Kammerphilharmonie. „Sehnsucht nach Isfahan“ gewann mehrere Preise, darunter auch den „Deutschen Engagementpreis“. Sein Schauspiel Roter März feierte im April 2021 zunächst Stremaingpremiere, ehe das Hybridschauspiel (einem Mischung aus Theaterstück und Kinofilm) im Oktober 2021 im Ruhrgebiet Theaterlivepremiere in der neuen Kathrin Türke Halle feierte. Durch dieses Stück wurde Dinslaken mit dem Preis „Virtuelle Kulturhauptstadt“ ausgezeichnet und Adnan G. Köse Ende Oktober 2021 mit dem NRZ Heimatpreis der Stadt Dinslaken für sein bisheriges künstlerisches Schaffen.
1992: Stadttheater Oberhausen
1993: Grenzlandtheater Aachen
1993: Schlossfestspiele Ettlingen
1994: Schlosstheater Celle
1997: Rheinisches Landestheater Neuss
2001–2003: Landestheater Burghofbühne Dinslaken
2010: Unter Tage (RUHR 2010, Eigenproduktion)
2010–2011: Arkadas Theater Köln
2013: Da kommt noch wer (Eigenproduktion)
2014: Othello (Eigenproduktion)
2014: Trotz aller Therapie (Eigenproduktion)
2017: Oskar und die Dame in Rosa (Eigenproduktion)
2019: Ich werde nicht hassen (Eigenproduktion)
2021 / 2022: Roter März (UNESCO-Weltkulturerbe Stiftung Zollverein)

## Filmografie
- 1994: Schwarz greift ein (TV-Serie, Darsteller)
- 1997: Das Erste Semester (Kinospielfilm, Darsteller)
- 1999: Mein großer Freund (TV-Movie, Alternativer Titel: Mein Freund Balou; Drehbuchautor)
- 2000: Holgi (Kinofilm, Darsteller)
- 2000: Der Puma – Kämpfer mit Herz (TV-Serie, Drehbuchautor)
- 2001: Die Motorrad-Cops – Hart am Limit (TV-Serie, Drehbuchautor)
- 2001: Alles für den Hund (Kurzspielfilm, Darsteller)
- 2003: Zur Hölle mit Dir (Kurzspielfilm, Regisseur, Drehbuchautor, Darsteller)
- 2005: Bis in die Spitzen (TV-Serie, Drehbuchautor)
- 2008: Lauf um Dein Leben – Vom Junkie zum Ironman (Kinospielfilm, Regisseur & Drehbuchautor)
- 2011: Homies (Kinospielfilm, Drehbuchautor, Regisseur)
- 2012: Kleine Morde (Kinospielfilm, Drehbuchautor, Regisseur, Darsteller)
- 2015: Letzte Zuflucht (Dokumentarfilm, Drehbuchautor, Regisseur, Produzent)
- 2018: Ennatz – Eine Zebralegende (Dokumentarfilm, Co-Produzent, Drehbuchautor, Regisseur)
- 2018: Die Siedlung (Dokumentarfilm, Produzent, Drehbuchautor, Regisseur, Sprecher)
- 2018: Der Degustator (Kurzspielfilm, Produzent, Drehbuchautor, Hauptdarsteller)
- 2020: EneMe (Kinospielfilm, Festivalpremiere 2020 Internationales Filmfestival Snow Dance) Drehbuchautor, Casting-Director, Creative Producer, Schauspieler
- 2021: Roter März (Hybridschauspiel Theater & Kino, Theater- und Drehbuchautor, Intendant, Schauspieler, Cutter, Regisseur, Produzent)